# أسل رخو
أسل رخو (الاسم العلمي: Juncus mollis) نوع نباتي يتبع جنس الأسل وينتمي إلى الفصيلة الأسلية.